# Saturn-Apollo 1

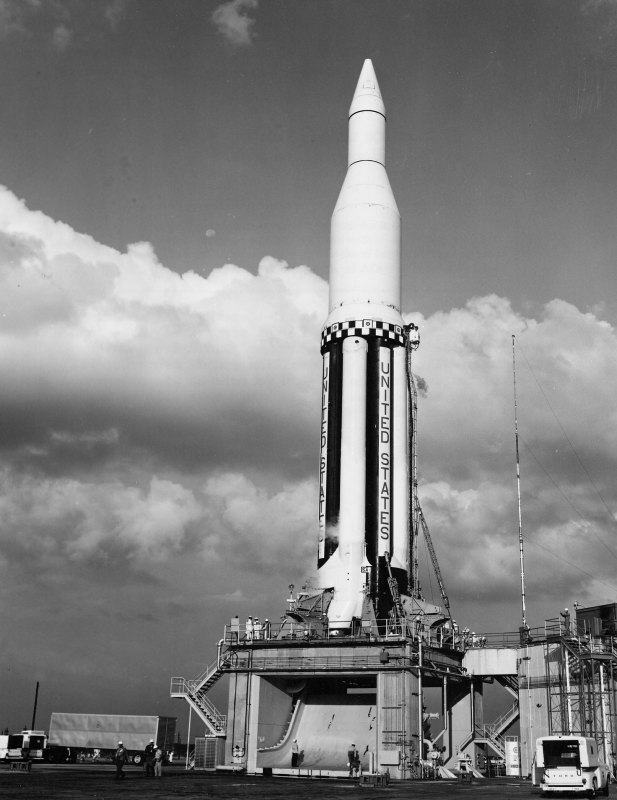
SA-1 przed startem

Saturn-Apollo 1 (SA-1) – pierwszy testowy lot rakiety nośnej Saturn I. Był to lot suborbitalny.

## Przebieg misji
Start nastąpił 27 października 1961 roku o godz. 15:06 GMT ze stanowiska LC-34 na przylądku Canaveral na Florydzie. Lot rakiety odbył się zgodnie z programem. Ładunkiem rakiety, która z założenia miała służyć do wyniesienia kapsuły załogowej, była tylko aerodynamiczna osłona, która niczego nie osłaniała. Pierwszy człon to oryginalny Saturn I, dalsze dwa człony to makiety wypełnione wodą w łącznej ilości około 87 tys. litrów (23 tys. galonów). Masa startowa rakiety wynosiła 417 ton; ciąg silników 1 członu początkowo 583 T, wzrastający w końcu do 682 T. Rakieta osiągnęła wysokość 132,5 kilometra i przebyła odległość 345 km, przy maksymalnej prędkości 1556 m/s. Czas pracy czterech wewnętrznych silników wyniósł 109,37 sekund, natomiast zewnętrzne pracowały przez 115,15 sekund. Okres od uruchomienia silników do momentu rozpoczęcia wznoszenia się wyniósł 3,97 s. Lot rakiety trwał 8 minut 3,6 sekundy. Rakieta sterowana była wysyłanymi co 10 sekund impulsami, działającymi na wychylenie jednego z silników.